# Ragga jam
 (août 2013).
Si vous disposez d'ouvrages ou d'articles de référence ou si vous connaissez des sites web de qualité traitant du thème abordé ici, merci de compléter l'article en donnant les références utiles à sa vérifiabilité et en les liant à la section « Notes et références ».
Le ragga jam est une danse de rue afro-jamaïcaine enrichie de mouvements hip-hop, et reprenant certaines attitudes des danses afro et jazz. La danse ragga (dont on peut apercevoir quelques pas dans les clips de Sean Paul par exemple) se caractérise par les ondulations (et/ou rebondissements) du bassins et du torse. La danse de rue y ajoute les attitudes, avec un côté sensuel et chaleureux. Ces pas, mouvements et attitudes riches et variés ont été codifiés dans des chorégraphies dansées sur de la musique raggamuffin. Un brevet pour cette danse a été déposée en 1996 par Laure Courtellemont.

## Naissance
La danse ragga jam est une danse populaire, dansée et inventée par des anonymes comme la danse jazz. Comme toutes les danses populaires, cette danse est faite d'emprunts, d'inventions, certaines créations de pas comme dans le hip hop peuvent être attribuées à des danseurs identifiées.
Laure Courtellemont s’est intéressée à la danse après avoir regardé un concert de Madonna. Elle commence en pratiquant le cardio funk. Ensuite, elle danse le hip hop, entre autres dans la troupe de Steffi Session (une danseuse chorégraphe hip hop d’origine américaine et installée à Paris) et remporte ensuite le titre de championne de France de hip hop avec sa propre troupe. Elle se distingue entre autres par sa pédagogie originale qu’elle met en pratique lors d’un remplacement de Sophie Sultan, une professeur de fitness. Elle réalise ensuite de nombreux shows pour les marques Nike et Reebok. Le ragga jam est présenté lors de nombreuses conventions de fitness à travers le monde entier. De fil en aiguilles, elle décide d’aller plus loin dans son travail en créant ragga jam. Son projet lui vaut de remporter le concours « Talent des Cités » organisé en 2003 par la RATP. En 2004, elle crée la première compagnie de danseuses ragga jam. Le mouvement ragga jam est bien accueilli dès ses débuts et le concept est exporté en Espagne, Italie, ainsi qu’aux Antilles et en Russie. Aujourd’hui, Laure Courtellemont travaille aux États-Unis où elle introduit son concept de danse.

## Originalité du ragga jam
Le ragga jam se distingue des autres danses car il allie le côté artistique de la danse aux valeurs du sport : tolérance, construction, respect, solidarité. Un cours de ragga jam est « une séance de sport collectif » et a pour but de recréer une petite société – le temps d’un cours – où les valeurs d’entraide, d’encouragement et de solidarité sont mises à l’honneur.

## Cours de ragga jam
Moment de détente en musique tout en sollicitant l’appareil cardio-vasculaire, le ragga jam est enseigné selon une pédagogie originale majoritairement dans les centres de fitness. Une chorégraphie simple est enseignée par le professeur d’une manière ludique. Le cours est fait de telle sorte qu’il n’y a pas de temps mort mais que les élèves puissent néanmoins récupérer. Une séance d’entraînement au ragga jam est d’autre part ponctuée de démonstrations de chorégraphies réalisées par le professeur seul ou accompagné d’élèves expérimentés, et se finit généralement par l’exécution de la chorégraphie par petits groupes. Les professeurs, recrutés par la Team Ragga Jam, sont formés lors de masterclass, sur le côté technique mais également sur la pédagogie.